# Borowo (obwód Błagojewgrad)
Borowo (bułg. Борово) – wieś w Bułgarii, w obwodzie Błagojewgrad, w gminie Goce Dełczew. Według danych szacunkowych Ujednoliconego Systemu Ewidencji Ludności oraz Usług Administracyjnych dla Ludności, 15 czerwca 2020 roku miejscowość liczyła 1 021 mieszkańców.

## Historia
Do 1937 roku miejscowość nazywała się Czam cziflik. W latach 1937–1943 nazywała się Borowo, w 1943 przemianowano je na Gorno Borowo, a w 1944 przywrócono nazwę Borowo. Według statystyk Wasiła Kynczowa w końcowych latach XIX wieku we wsi żyło 65 Bułgarów, wszyscy chrześcijanie